# Girolamo Barbarigo
Girolamo Barbarigo, o Gerolamo Barbarigo (1479 circa – Padova, 15 agosto 1531), è stato un politico italiano.

## Biografia

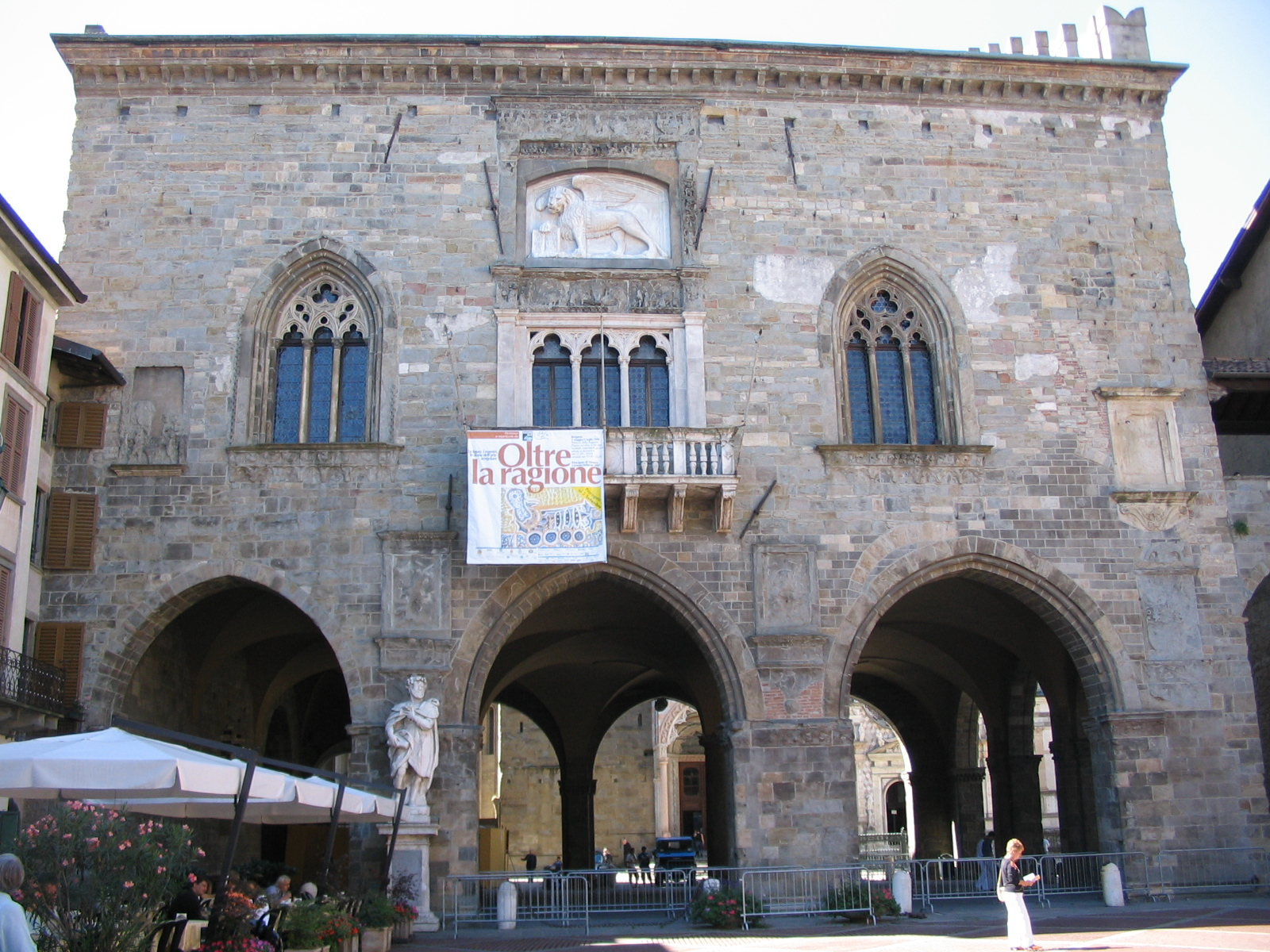
Palazzo della Ragione

Non si conoscono le origini anagrafiche di Gerolamo Barbarigo se non che avesse avuto per nonno il doge Marco Barbarigo nonché prozio Agostino Barbarigo, probabilmente grazie alla sua nobile famiglia fece una carriera politica veloce e intensa. 

Non è documentata la sua data di nascita ma essendo stato nominato capo della quarantia criminale il 10 agosto, e savio agli ordini il 10 ottobre 1509, incarichi che esigevano un'età minima di trent'anni, si ritiene che possa essere nato nel 1479.
Nel 1510 fu eletto giudice del procuratore e successivamente camerlengo de Comun, dopo che ebbe sposato la figlia di Giovan Battista Foscarini nel 1512. 

Fu eletto il 29 giugno 1512 capitano di Feltre, ma quando la città che non aveva difese venne attaccata dall'imperatore Massimiliano I d'Asburgo il 10 febbraio 1514 si ritirò a Serravalle facendo ritorno a Feltre dopo che l'esercito veneziano ebbe liberato la città.
Nel 1516 grazie ad un apporto personale di 200 ducati, riuscì a farsi eleggere nel Consiglio dei Pregadi, facendone successivamente parte per nomina.
Fu nominato podestà di Chioggia dal 10 maggio 1519 al 31 agosto 1520. Avvenne in quel periodo un fatto che permette di capire la sua forte personalità. Bernardino Venier da Pirano vescovo della città, venne un giorno a fargli visita raccontando che una comunità di preti lamentava la presenza di uno spirito notturno che battendo sul muro della loro cella non li lasciava riposare annunciando loro che la città sarebbe sprofondata il 15 maggio alle ore 8, aggiungendo che anche lui personalmente una notte era stato svegliato da uno spirito che gli stringeva il naso, chiaro segno di presenza malefica. Ma il Barbarigo non si lasciò spaventare, anzi, presentandosi una notte nella stanza dei preti, ne fece arrestare uno che confessò che era tutta una truffa. Di questo fatto  rimangono le sue relazioni nell'Archivio di Stato di Venezia.
Fu eletto podestà di Bergamo il 15 agosto 1521. Documentata la sua commissione ad Andrea Previtali della pala d'altare  san benedetto da Norcia in cattedra e santi per la basilica di sant'Alessandro. Non furono questi anni facili per il Barbarigo, che lasciato l'incarico fece ritorno a Venezia dove  nel 1524 gli fu affidato la riforma del catasto. Con questo incarico non si spostò più dalla sua città d'origine venendo nominato capo del Consiglio dei Dieci mandato che mantenne per diversi anni. Ammalatosi si recò a Padova dove morì il 15 aprile 1531.
Di lui scriverà il Sanuto saria sta, più grando asai se Dio li havesse dà longa vita.